# Lhok Pauh
Lhok Pauh is een bestuurslaag in het regentschap Simeulue van de provincie Atjeh, Indonesië. Lhok Pauh telt 432 inwoners (volkstelling 2010).